# 16 februari
16 februari is de 47ste dag van het jaar in de gregoriaanse kalender. Hierna volgen nog 318 dagen (319 dagen in een schrikkeljaar) tot het einde van het jaar.

## Gebeurtenissen
- Algemeen
  - 1164 - de Sint-Julianavloed treft het noorden van Nederland en Duitsland.
  - 1954 - Koning Boudewijn legt de eerste steen van de Koninklijke Bibliotheek van België.
  - 1962 - Dijkdoorbraak op Schiermonnikoog.
  - 1963 - Het warenhuis C&A op het Damrak in Amsterdam brandt volledig uit.
  - 1991 - Een autobom ontploft nabij een stierenarena in de Colombiaanse stad Medellin. De explosie kost het leven aan 22 mensen, terwijl tussen de 100 en 150 anderen verwondingen oplopen.
  - 1992 - Zeker dertig mensen worden gedood en meer dan honderd raken gewond, als soldaten het vuur openen op een door priesters geleide vredesmars in de Zaïrese hoofdstad Kinshasa.
  - 2005 - Het Kyoto-protocol treedt in werking.
  - 2024 - De Nederlands-Palestijns fotograaf Sakir Khader wint de Zilveren Camera voor zijn fotoserie over het leven in Jenin, een tot stad uitgegroeid vluchtelingenkamp op de bezette Westelijke Jordaanoever. Volgens de jury vallen de beelden van deze serie met de naam "Het leven op de Westbank vóór 7 oktober" onder meer op "door de fotografische kwaliteit en emotionele impact".[1]
- Economie
  - 2016 - Warenhuis V&D sluit na bijna 127 jaar definitief zijn deuren nadat een doorstart is mislukt.
- Kunst en cultuur
  - 1978 - De Utrechtse filmer Jos Stelling opent zijn Springhaver Theater aan de Springweg in Utrecht.
  - 2015 - Jaap Robben wint de Nederlandse Boekhandelsprijs voor zijn roman Birk.
- Media
  - 1922 - Het Rotterdams Nieuwsblad begint als eerste dagblad met een strip, Nieuwe Oostersche Sprookjes, van de hand van Henk Backer.
  - 2009 - De Nederlandse omroepvereniging WNL wordt opgericht.
- Oorlog
  - 1915 - De Fransen beginnen in Champagne een winteroffensief tegen de Duitse troepen; een maand later wordt het zonder enig resultaat afgeblazen.
  - 1921 - Het Rode Leger valt de Democratische Republiek Georgië binnen.
- Politiek
  - 1959 - Fidel Castro wordt premier van Cuba na afzetting van president Fulgencio Batista op 1 januari.
  - 1986 - Mário Soares wordt gekozen tot president van Portugal, de eerste burgerpresident sinds 60 jaar.
  - 1991 - De Nederlandse Politieke Partij Radikalen (PPR) gaat op in GroenLinks.
  - 1992 - In de Tsjadische hoofdstad Ndjamena wordt vicevoorzitter Joseph Behidi van Tsjaads Liga voor de Mensenrechten doodgeschoten door twee militairen.
  - 1999 - Ivo Opstelten wordt beëdigd als burgemeester van Rotterdam, waar hij aantreedt als opvolger van Bram Peper.
  - 2011 - In het kader van de zogeheten Rubygate wordt de Italiaanse premier Silvio Berlusconi aangeklaagd wegens machtsmisbruik en betaalde seks met een minderjarige.
  - 2017 - Het blokkeren van de Spaanstalige CNN op de televisie in Venezuela betekent vrijwel het einde van de onafhankelijke nieuwsvoorziening in het Zuid-Amerikaanse land.
  - 2024 - De Russische oppositieleider Aleksej Navalny komt om het leven in een strafkolonie in het plaatsje Charp.
  - 2024 - In New York (Verenigde Staten) beslist een rechter dat zakenman en voormalig president Donald Trump een boete moet betalen van ruim 354 miljoen dollar wegens het misleiden van financiële instellingen door het overdrijven van zijn vermogen. Zijn twee oudste zoons, Eric en Donald jr. moeten elk 4 miljoen dollar betalen. Ook mag het drietal enkele jaren het zakelijke imperium van Trump niet leiden.[2][3]
  - 2024 - In München (Duitsland) begint de jaarlijkse internationale veiligheidsconferentie. Er zijn zo'n 800 genodigden waaronder veel wereldleiders. Belangrijke gespreksonderwerpen zijn onder meer het defensiebudget van de NAVO-lidstaten en het Europese defensiebeleid. De conferentie heeft een informeel karakter waardoor er geen officiële slotverklaring opgesteld zal worden.[4]
- Sport
  - 1972 - Verdediger Theo de Jong maakt zijn debuut voor het Nederlands voetbalelftal in de vriendschappelijke wedstrijd in Athene tegen Griekenland (0-5).
  - 1973 - De Nederlandse schaatser Jan Roelof Kruithof vestigt het werelduurrecord op de schaats in Assen: in één uur tijd schaatst hij 35.246,82 m.
  - 1983 - Het Nederlands voetbalelftal verliest met 1-0 van Spanje in de EK-kwalificatiereeks. Drie spelers spelen hun laatste interland voor Oranje: Ruud Krol (83ste), Hugo Hovenkamp (31ste) en John Metgod (21ste).
  - 2022 - Suzanne Schulting haalt het brons op de 1500 meter shorttrack (schaatsen) bij de Olympische Winterspelen 2022. De Belgische Hanne Desmet en de Nederlandse Xandra Velzeboer eindigen als vierde en vijfde.[5]
- Wetenschap en technologie
  - 1909 - Ernest Shackleton bereikt de magnetische zuidpool.
  - 1923 - Howard Carter opent het graf van farao Toetanchamon dat gevuld blijkt te zijn met schatten.
  - 1937 - Wallace Carothers verkrijgt een octrooi op nylon.
  - 1948 - De Nederlands-Amerikaanse astronoom Gerard Kuiper ontdekt Miranda, een maan van de planeet Uranus.[6]
  - 2023 - Even na middernacht Nederlandse tijd wordt er boven McAllen in Texas (Verenigde Staten) een heldere meteoor (bolide) waargenomen die volgens experts van NASA ongeveer 60 cm groot en ongeveer 450 kg zwaar moet zijn geweest. Uit radarwaarnemingen blijkt dat een meteoriet de grond bereikt moet hebben. Het is de derde keer in enkele dagen tijd dat er een bolide wordt waargenomen.[7]
  - 2024 - De Zon stoot een zonnevlam met een sterkte van X2,5 en dit veroorzaakt een coronal mass ejection die niet rechtstreeks op de Aarde gericht is.[8]

## Geboren

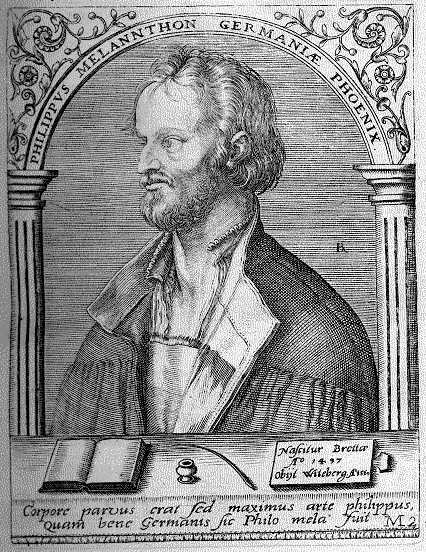
Philipp Melanchthon,
geboren in 1497

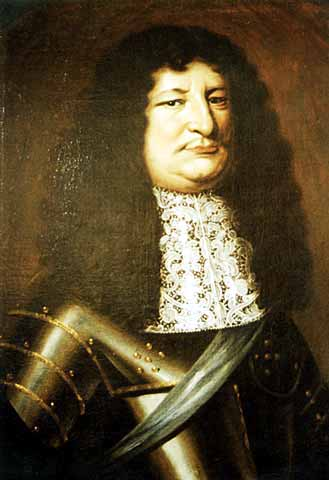
Frederik Willem I van Brandenburg,
geboren in 1620

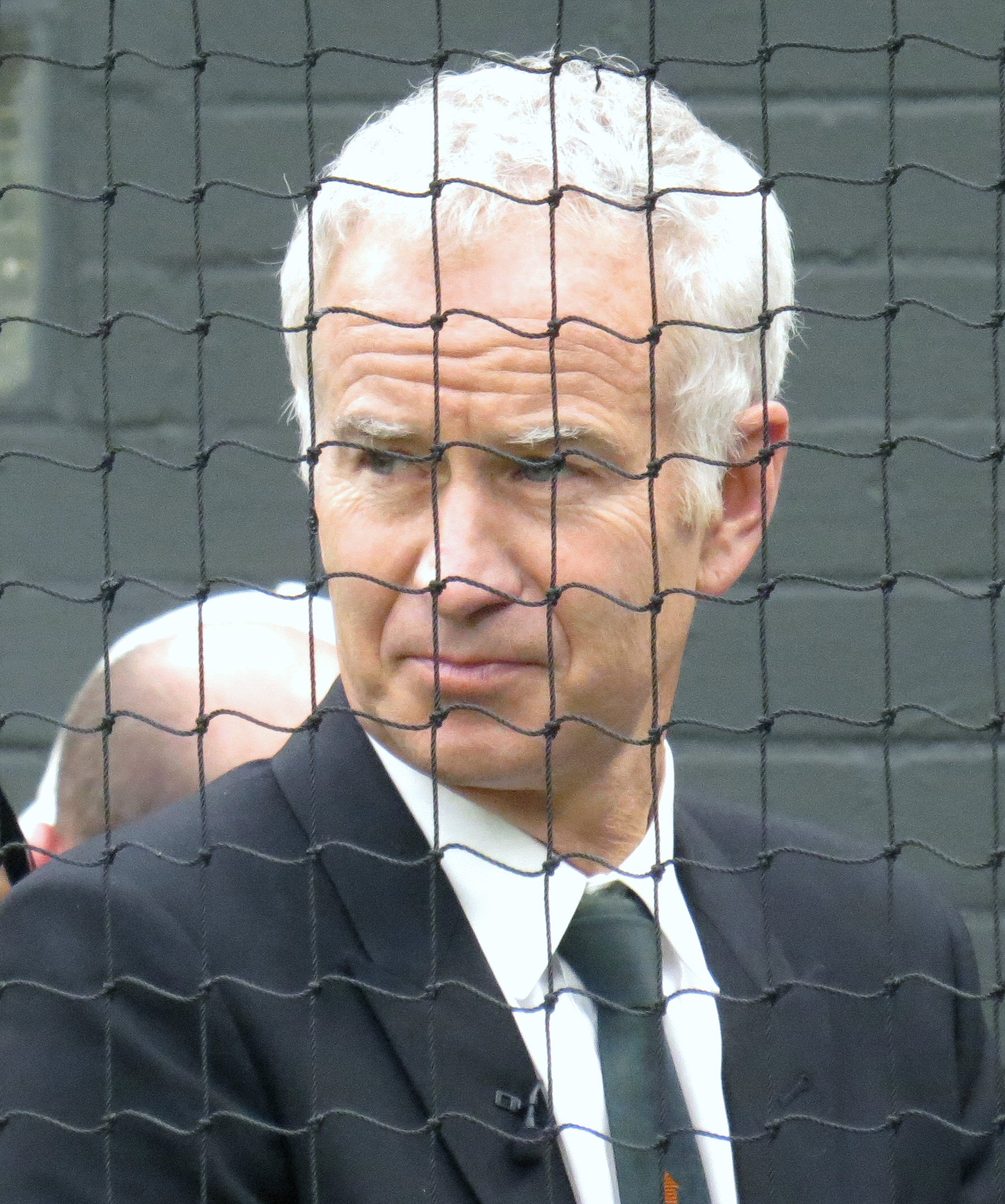
John McEnroe,
geboren in 1959

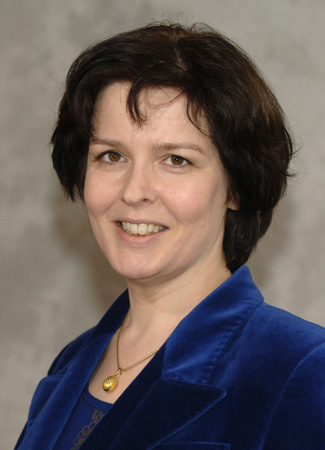
Tineke Huizinga,
geboren in 1960

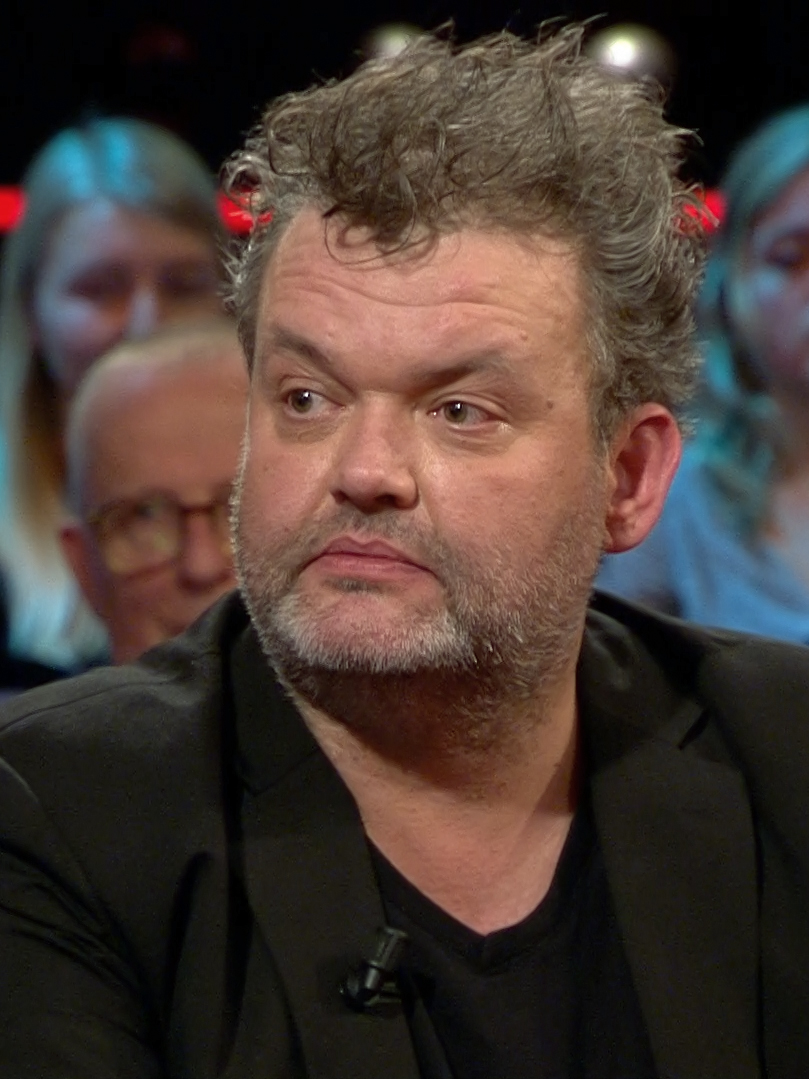
Daniël Lohues,
geboren in 1971

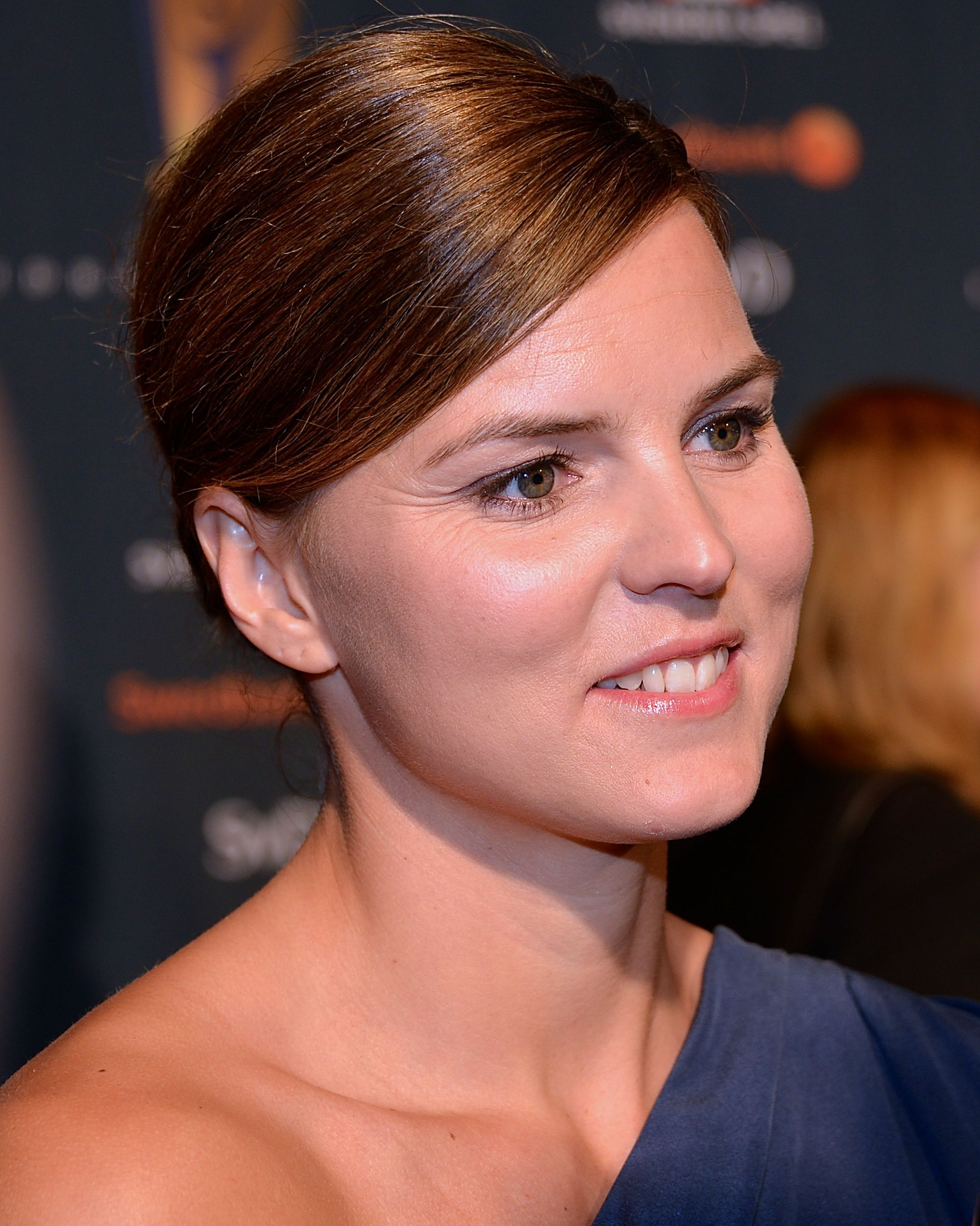
Susanna Kallur,
geboren in 1981

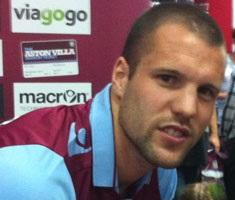
Ron Vlaar,
geboren in 1985

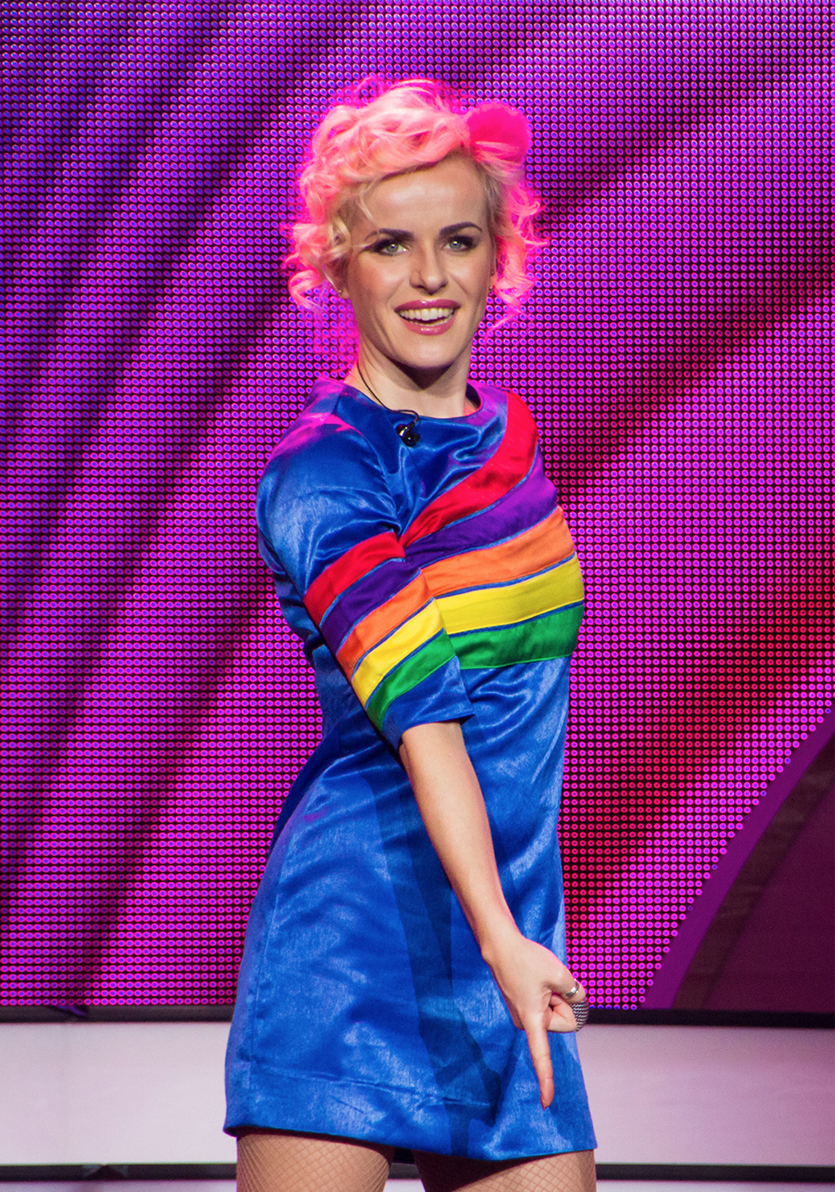
Josje Huisman,
geboren in 1986

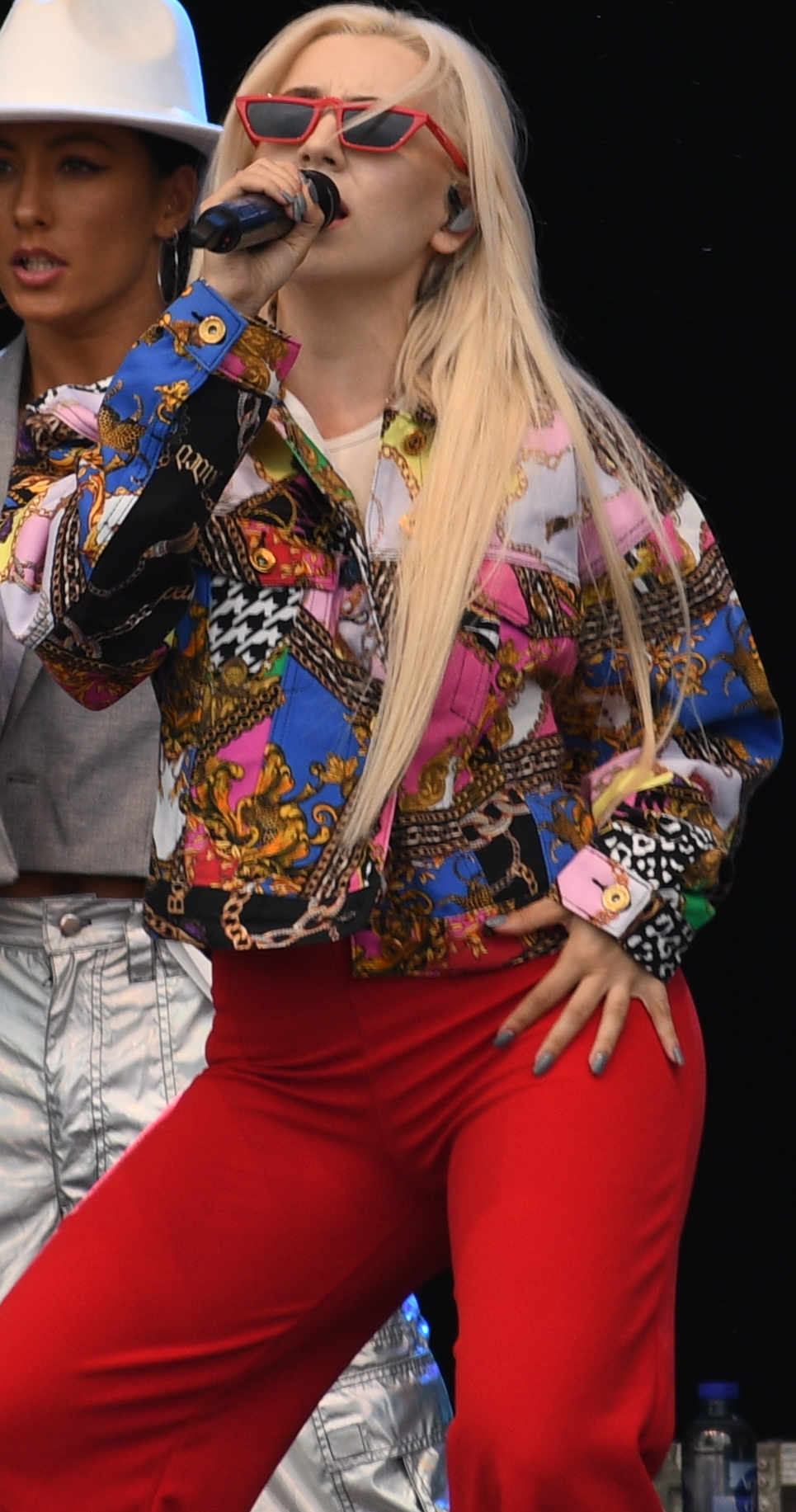
Ava Max,
geboren in 1994

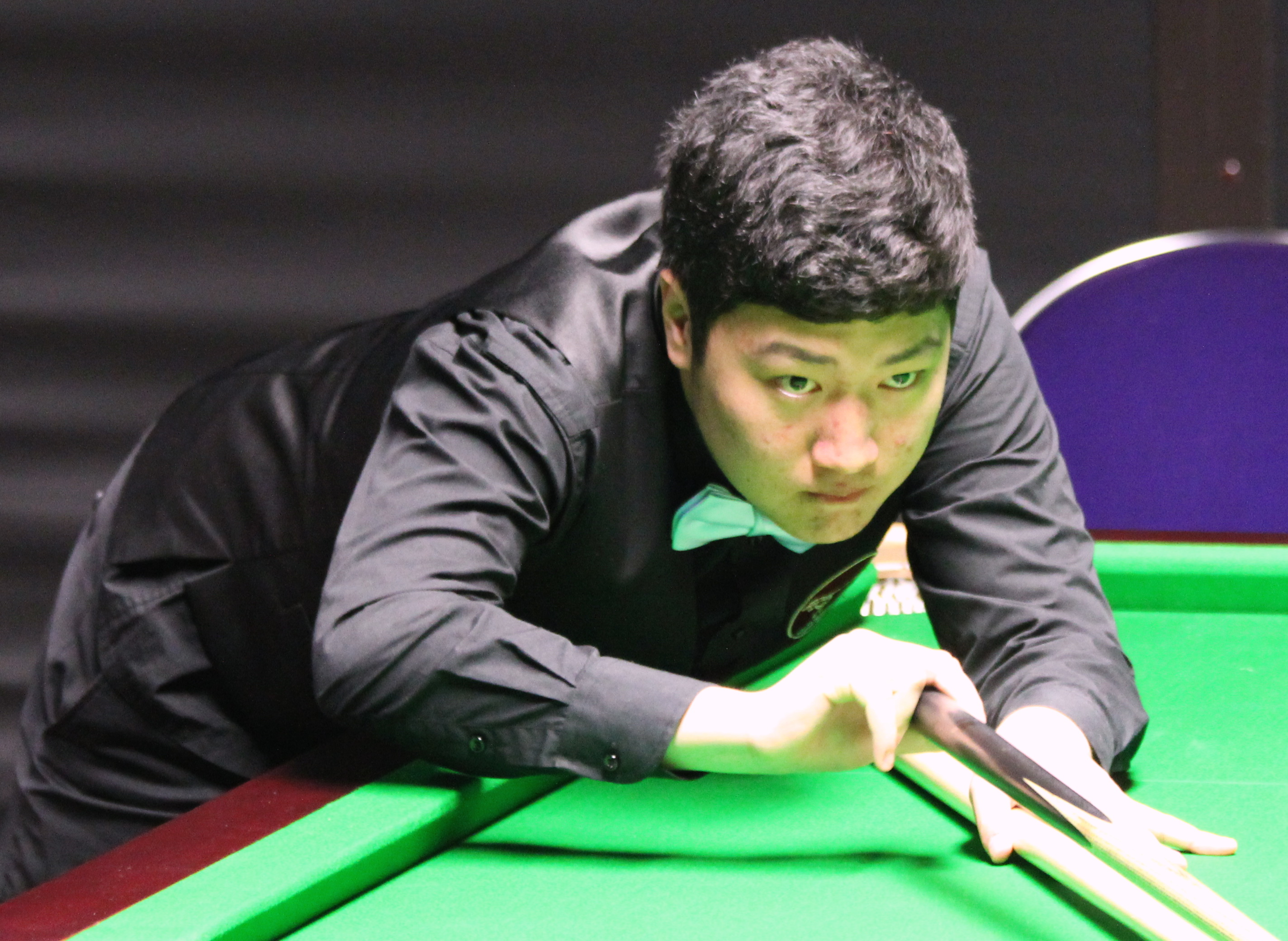
Yan Bingtao,
geboren in 2000

- 1222 - Nichiren, monnik, stichter van Nichiren-boeddhisme (overleden 1282)
- 1497 - Philipp Melanchthon, Duits humanist en hervormer (overleden 1560)
- 1519 - Gaspard de Coligny, Frans protestants leider (overleden 1572)
- 1620 - Frederik Willem I van Brandenburg (overleden 1688)
- 1661 - Lodewijk van Nassau-Ottweiler, schout-bij-nacht bij de Staatse vloot (overleden 1699)
- 1684 - Bohuslav Matěj Černohorský, Tsjechisch componist en organist (overleden 1742)
- 1761 - Jean-Charles Pichegru, Frans generaal (overleden 1804)
- 1787 - Andreas Schelfhout, Nederlands kunstschilder (overleden 1870)
- 1801 - José Aranguren, Spaans aartsbisschop (overleden 1861)
- 1821 - Heinrich Barth, Duits ontdekkingsreiziger (overleden 1865)
- 1822 - Sir Francis Galton, Brits bioloog (overleden 1911)
- 1831 - Nikolaj Leskov, Russisch schrijver (overleden 1895)
- 1834 - Ernst Haeckel, Duits bioloog en filosoof (overleden 1919)
- 1848 - Hugo de Vries, Nederlands geneticus (overleden 1935)
- 1852 - Charles Taze Russell, Amerikaans adventist, stichter van de beweging die nu Jehova's getuigen heet (overleden 1916)
- 1861 - J.W.H. Berden, Nederlands architect (overleden 1940)
- 1866 - Vjatsjeslav Ivanov, Russisch schrijver, dichter, dramaturg filosoof en criticus (overleden 1949)
- 1873 - Herman de By, Nederlands zwemmer (overleden 1961)
- 1881 - Maurits Uyldert, Nederlands letterkundige en journalist (overleden 1966)
- 1882 - Pierre Diriken, Belgisch politicus en burgemeester (overleden 1960)
- 1889 - Teun Sprong, Nederlands atleet (overleden 1971)
- 1895 - Garrett Gilmore, Amerikaans roeier (overleden 1969)
- 1898 - H.J. van Nijnatten-Doffegnies, Nederlands schrijfster (overleden 1990)
- 1898 - Jan van der Zee, Nederlands beeldend kunstenaar (overleden 1988)
- 1904 - George Kennan, Amerikaans diplomaat en historicus (overleden 2005)
- 1906 - Vera Menchik, Tsjechisch schaakster (overleden 1944)
- 1915 - Elisabeth Eybers, Zuid-Afrikaans dichteres (overleden 2007)
- 1920 - Tony Crook, Brits autocoureur (overleden 2014)
- 1920 - Walt Faulkner, Amerikaans autocoureur (overleden 1956)
- 1920 - Hubert van Herreweghen, Belgisch dichter (overleden 2016)
- 1920 - Ger Lataster, Nederlands kunstenaar (overleden 2012)
- 1920 - Gianfranco Pandolfini, Italiaans waterpoloër (overleden 1997)
- 1921 - Jean Behra, Frans autocoureur (overleden 1959)
- 1921 - Vera-Ellen, Amerikaans actrice en danseres (overleden 1981)
- 1924 - Hanna Bedryńska, Pools actrice (overleden 2009)
- 1924 - Alfons Coppieters, Belgisch burgemeester (overleden 2016)
- 1925 - Jaroslawa Dankowa, Nederlands beeldhouwster (overleden 1999)
- 1926 - David C.H. Austin, Brits schrijver, kweker en veredelaar van rozen (overleden 2018)
- 1926 - Margot Frank, zus van Anne Frank (overleden 1945)
- 1926 - John Schlesinger, Brits filmregisseur (overleden 2003)
- 1928 - Raymond Driessen, Belgisch atleet
- 1929 - Kazimierz Kutz, Pools filmregisseur/scenarioschrijver (overleden 2018)
- 1930 - Piet Libregts, Nederlands wielerploegleider (overleden 2013)
- 1930 - Menno Meijer, Nederlands edelsmid en beeldhouwer (overleden 2022)
- 1930 - Jack Sears, Brits auto- en rallycoureur (overleden 2016)
- 1932 - Hans Keijzer, Nederlands bestuurder (overleden 2023)
- 1933 - Jan van Hemert, Nederlands decorontwerper (overleden 2022)
- 1935 - Sonny Bono, Amerikaans muzikant (overleden 1998)
- 1935 - Onesimo Gordoncillo, Filipijns aartsbisschop (overleden 2013)
- 1937 - John Gill, Amerikaans bergbeklimmer
- 1938 - Florian Pedarnig, Oostenrijks volksmuzikant en componist (overleden 2022)
- 1939 - Czesław Niemen, Pools zanger en toondichter (overleden 2004)
- 1939 - Volker Spengler, Duits acteur (overleden 2020)
- 1942 - Kim Jong-il, Noord-Koreaans politiek leider (overleden 2011)
- 1943 - Awraham Soetendorp, Nederlands rabbijn
- 1944 - Regine Heitzer, Oostenrijks kunstschaatsster
- 1944 - Sigiswald Kuijken, Belgisch violist en dirigent
- 1944 - António Mascarenhas Monteiro, president van Kaapverdië (overleden 2011)
- 1945 - Toon van Driel, Nederlands striptekenaar
- 1945 - Julio César Morales, Uruguayaans voetballer (overleden 2022)
- 1946 - Cilia Erens, Nederlands geluidskunstenares (overleden 2023)
- 1946 - Ian Lavender, Brits acteur (overleden 2024)
- 1946 - Pete Postlethwaite, Brits acteur (overleden 2011)
- 1947 - Jean Baudlot, Frans componist en zanger (overleden 2021)
- 1947 - Tom Mulder, Nederlands radio-dj (overleden 2020)
- 1948 - Troy Evans, Amerikaans acteur
- 1948 - Piet de Zwarte, Nederlands waterpoloër
- 1949 - Dorus Vrede, Surinaams dichter en schrijver (overleden 2020)
- 1951 - René Lancee, Nederlands politiefunctionaris
- 1952 - Jan Kerouac, Amerikaans schrijfster (overleden 1996)
- 1954 - Iain Banks, Schots schrijver (overleden 2013)
- 1954 - Liesbeth Bloemen, Nederlands politica
- 1954 - Annie van Gansewinkel, Nederlands schrijfster
- 1954 - Margaux Hemingway, Amerikaans model en actrice (overleden 1996)
- 1956 - Carlos Aragonés, Boliviaans voetballer en voetbalcoach
- 1956 - James Ingram, Amerikaans zanger (overleden 2019)
- 1956 - Bodo Ramelow, Duits politicus
- 1957 - LeVar Burton, Amerikaans acteur
- 1958 - Andrij Bal, Sovjet-Oekraïens voetballer en trainer (overleden 2014)
- 1958 - Ice-T, Amerikaans rapper en acteur
- 1958 - Anil Ramdas, Surinaams-Nederlands schrijver, journalist en programmamaker (overleden 2012)
- 1959 - Annemarie van Haeringen, Nederlands illustratrice en prentenboekenmaakster
- 1959 - John McEnroe, Amerikaans tennisser
- 1960 - Cherie Chung, Chinees actrice
- 1960 - Tineke Huizinga, Nederlands politica
- 1962 - Mark van der Laan, Nederlands acteur
- 1962 - Wouter Vandenhaute, Belgisch sportjournalist, televisiepresentator en programmamaker
- 1963 - Milko Ðurovski, Macedonisch voetballer
- 1964 - Raúl Alcalá, Mexicaans wielrenner
- 1964 - Bebeto, Braziliaans voetballer
- 1964 - Christopher Eccleston, Brits acteur
- 1964 - Jetske van Staa, Nederlands radiopresentatrice (overleden 1998)
- 1964 - Hein Vanhaezebrouck, Belgisch voetbaltrainer
- 1965 - Robert Emmijan, Sovjet-Russisch/Armeens atleet
- 1965 - Dave Lombardo, Amerikaans drummer (o.a. Slayer)
- 1965 - Lucinda Riley, Noord-Iers schrijfster (overleden 2021)
- 1966 - Peter Neustädter, Duits-Kazachs voetballer en trainer
- 1967 - Gerald Simpson (A Guy Called Gerald), Brits danceproducer
- 1967 - Julia Isídrez, Paraguayaans keramiekkunstenaar
- 1968 - Erik Regtop, Nederlands voetballer
- 1968 - Constant Smits van Waesberghe, Nederlands golfer
- 1969 - Fermín Cacho, Spaans atleet
- 1970 - Ingmar Heytze, Nederlands dichter en schrijver
- 1970 - Armand Van Helden, Amerikaans dj en producer
- 1970 - Thomas Poulsen, Deens roeier
- 1971 - Gert-Jan Kats, Nederlands politicus en burgemeester
- 1971 - Daniël Lohues, Nederlands muzikant
- 1972 - Grit Breuer, Duits atlete
- 1972 - Sarah Clarke, Amerikaans actrice
- 1972 - Valeria Mazza, Argentijns model en ondernemer
- 1973 - Cathy Freeman, Australisch atlete
- 1973 - Andrey Smetsky, Russisch autocoureur
- 1974 - Mahershalalhashbaz Ali, Amerikaans acteur
- 1974 - Max Hermans, Nederlands politicus
- 1974 - Tomasz Kucharski Pools roeier
- 1975 - Vanina Ickx, Belgisch rallyrijdster
- 1976 - Rodgers Rop, Keniaans atleet
- 1976 - Petter Wastå, Zweeds voetballer
- 1977 - Sandra van Nieuwland, Nederlands zangeres
- 1978 - Frédéric Amorison, Belgisch wielrenner
- 1978 - Vala Flosadóttir, IJslands atlete
- 1978 - Tia Hellebaut, Belgisch atlete
- 1979 - Santinho Lopes Monteiro, Kaapverdisch voetballer
- 1979 - Valentino Rossi, Italiaans motorcoureur
- 1980 - Michael Soong, Hongkongs autocoureur
- 1981 - Olivier Deschacht, Belgisch voetballer
- 1981 - Jenny Kallur, Zweeds atlete
- 1981 - Susanna Kallur, Zweeds atlete
- 1981 - Wilco van Kleef, Nederlands wereldrecordhouder
- 1981 - Jevgeni Lalenkov, Russisch schaatser
- 1982 - Oliver Sundberg, Deens schaatser
- 1984 - Sofia Arvidsson, Zweeds tennisster
- 1984 - Aleksandr Chorosjilov, Russisch alpineskiër
- 1984 - Oussama Mellouli, Tunesisch zwemmer
- 1984 - Vincent Voorn, Nederlands springruiter
- 1985 - Ron Vlaar, Nederlands voetballer
- 1986 - Diego Godín, Uruguayaans voetballer
- 1986 - Josje Huisman, Nederlands zangeres en danseres (K3)
- 1986 - Renger van der Zande, Nederlands coureur
- 1987 - Jon Ossoff, Amerikaans onderzoeksjournalist en Democratisch politicus
- 1987 - Wout van Wengerden, Nederlands atleet
- 1988 - Stipe Bačelić-Grgić, Kroatisch voetballer
- 1988 - Denílson Pereira Neves (Denílson), Braziliaans voetballer
- 1988 - Mayon Kuipers, Nederlands schaatsster
- 1989 - Elizabeth Olsen, Amerikaanse actrice
- 1990 - Nicol Gastaldi, Argentijns alpineskiester
- 1991 - Alexandra van Luxemburg, prinses van Luxemburg, Nassau en Bourbon-Parma
- 1992 - Nicolai Boilesen, Deens voetballer
- 1992 - Peter van Ooijen, Nederlands voetballer
- 1993 - Rachel Nicol, Canadees zwemster
- 1994 - Andrea Bandini, Italiaans voetballer
- 1994 - Ava Max, Amerikaans zangeres
- 1994 - Philipp Orter, Oostenrijks Noordse combinatieskiër
- 1995 - Jessica Hawkins, Brits autocoureur
- 1996 - Eleonora Goldoni, Italiaans voetbalster
- 1996 - Hanna Sola, Wit-Russisch biatleet
- 1997 - Ben Schwietert, Nederlands zwemmer
- 2000 - Yan Bingtao, Chinees snookerspeler
- 2000 - Thomas Carmoy, Belgisch atleet
- 2000 - Amine Gouiri, Frans voetballer
- 2000 - Janni Thomsen, Deens voetbalster
- 2001 - Giorgio Carrara, Argentijns autocoureur
- 2001 - Chloe East, Amerikaans actrice
- 2002 - Clément Izquierdo, Frans wielrenner
- 2002 - Truls Möregårdh, Zweeds tafeltennisser
- 2002 - Fabian Rieder, Zwitsers voetballer
- 2002 - Sem Valk, Nederlands voetballer
- 2003 - Martin Baturina, Kroatisch voetballer
- 2003 - Cuiabano, Braziliaans voetballer

## Overleden

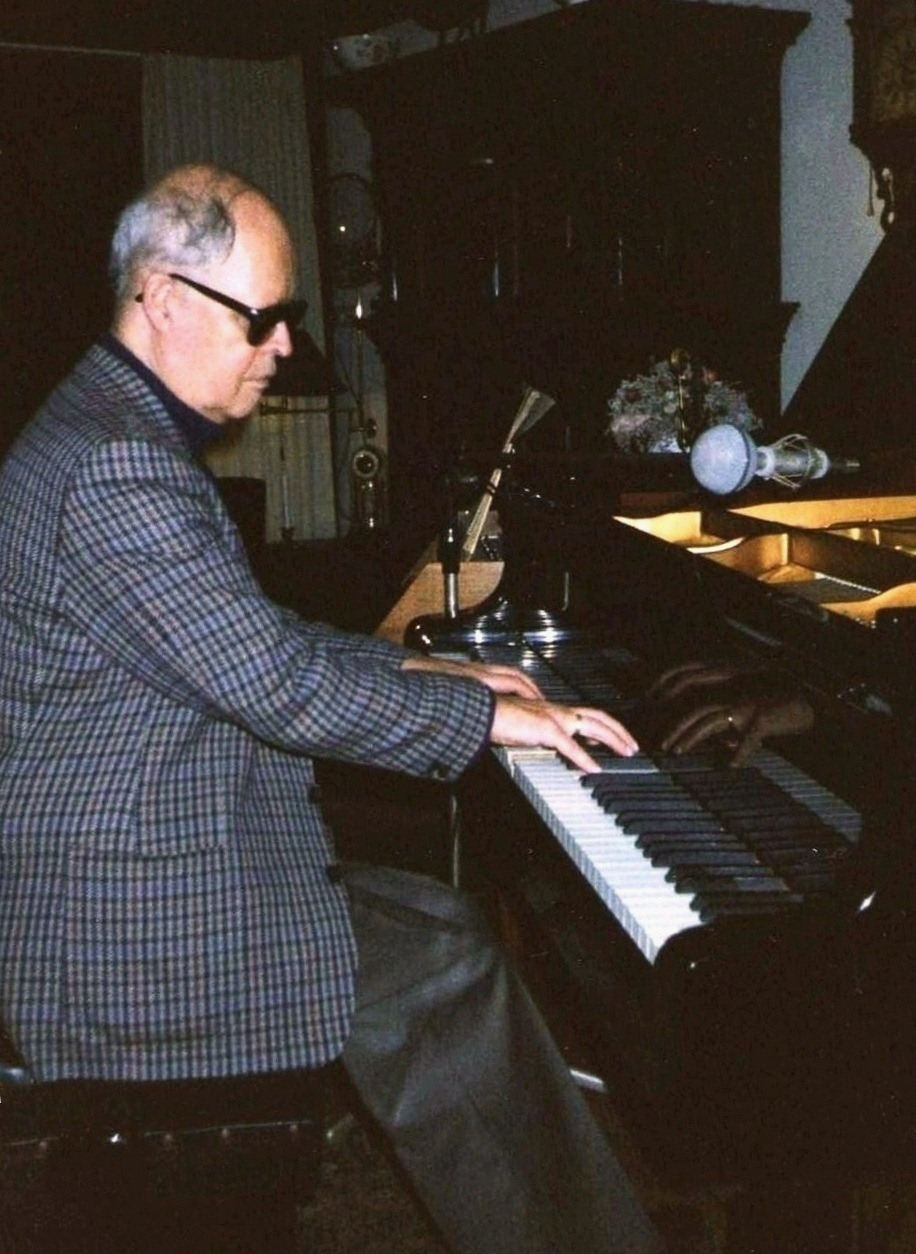
Jules de Corte,
overleden in 1996

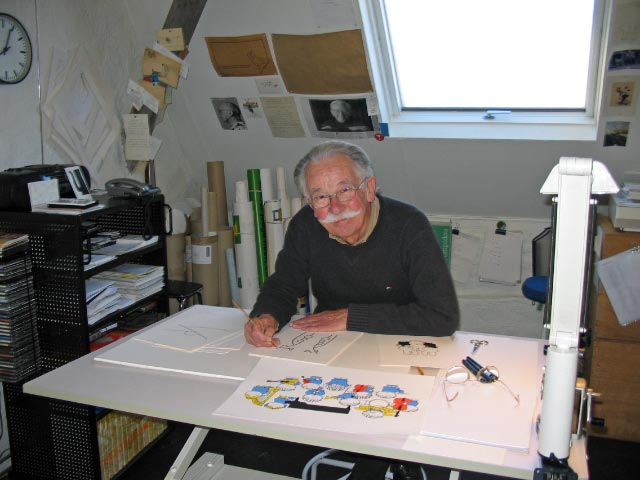
Dick Bruna,
overleden in 2017

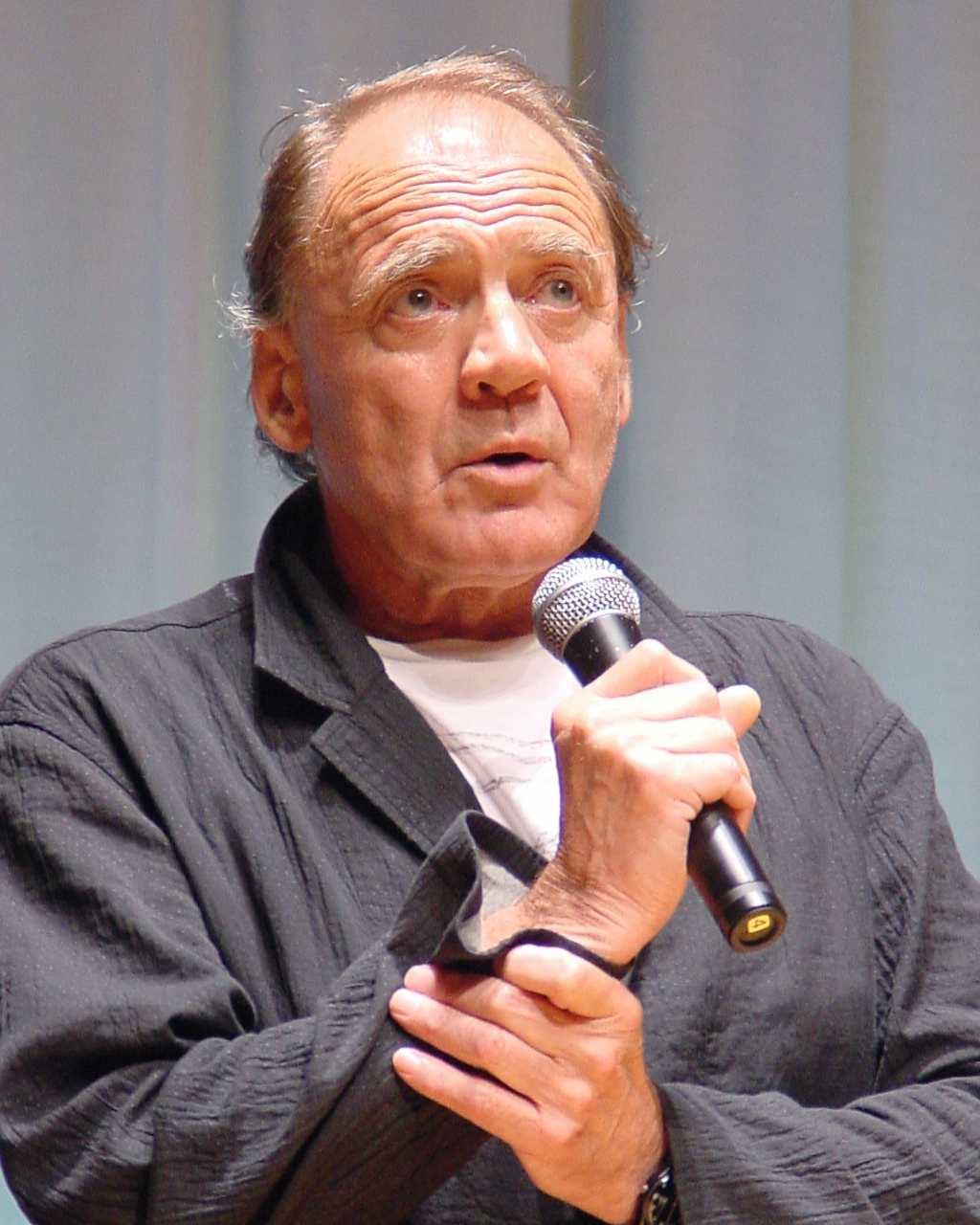
Bruno Ganz,
overleden in 2019

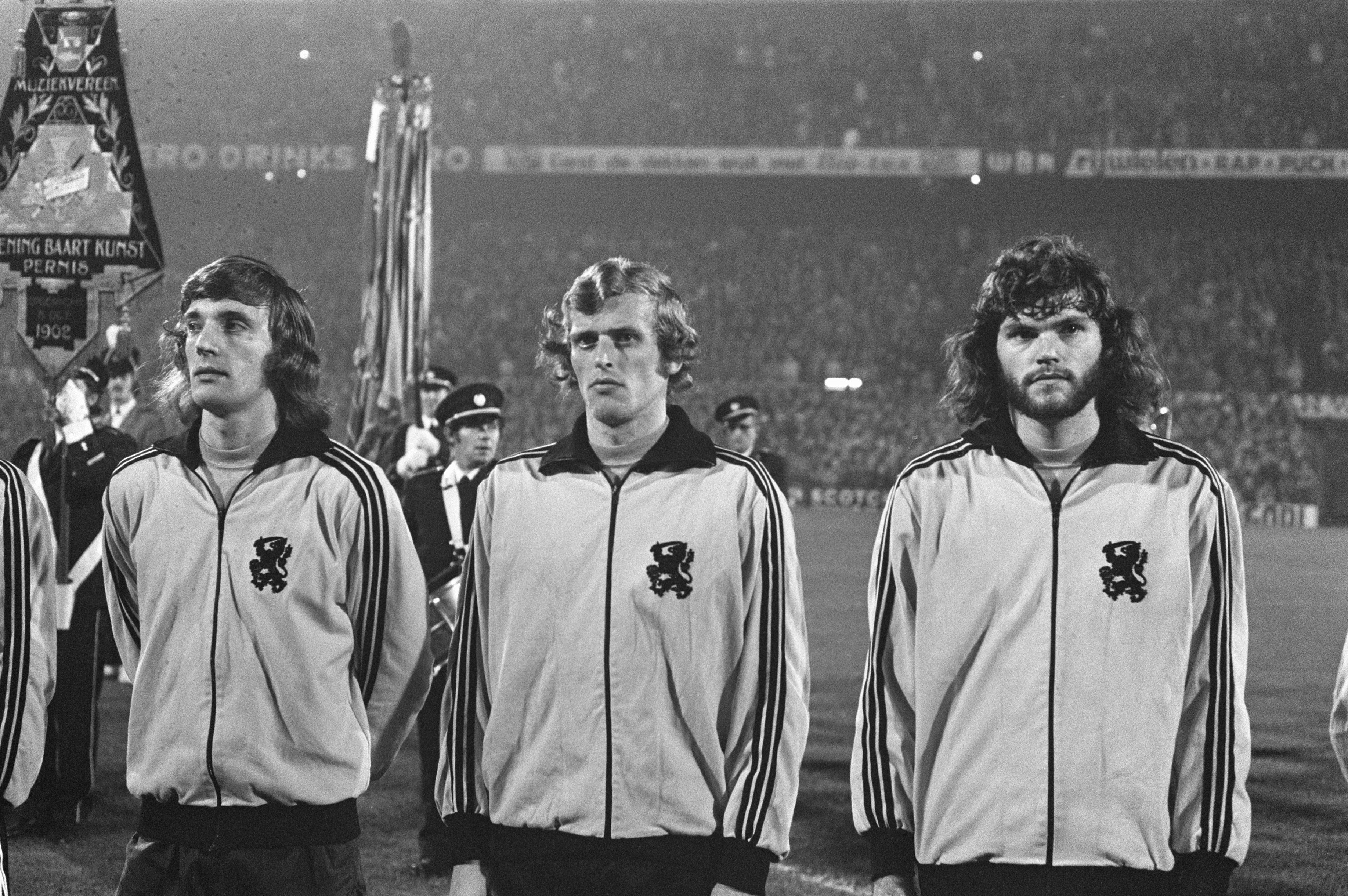
Barry Hulshoff (r),
overleden in 2020

- 863 - Koenraad I van Auxerre (62), Frankisch graaf
- 1247 - Hendrik Raspe IV (43), landgraaf van Thüringen
- 1279 - Alfons III van Portugal (68), Portugees koning
- 1823 - Pierre-Paul Prud'hon, Frans kunstschilder en tekenaar
- 1829 - François-Joseph Gossec (95), Belgisch-Frans componist en muziekpedagoog
- 1879 - Frederick Smith (73), Brits entomoloog
- 1906 - Jacobus van Lokhorst (61), Nederlands architect en rijksbouwmeester
- 1908 - Luigi Bigiarelli (32), Italiaans atleet
- 1919 - Vera Cholodnaja (25), Russisch (Oekraïens) filmactrice
- 1925 - Adriano Hernandez (54), Filipijns generaal en politicus
- 1932 - Gustave-Auguste Ferrié (64), Frans legerkapitein en radiopionier
- 1932 - Ferdinand Buisson (90), Frans Nobelprijswinnaar
- 1948 - István Barta (52), Hongaars waterpoloër
- 1952 - Jaap Barendregt (47), Nederlands voetballer
- 1965 - Nicolaas Muller (86), Nederlands jurist
- 1971 - Fritz Kolbe (70), Duits diplomaat en spion
- 1979 - Henk Steeman (85), Nederlands voetballer
- 1986 - Howard Da Silva (76), Amerikaans acteur
- 1986 - Jaap Hofland (61), Nederlands musicus en arrangeur
- 1990 - Keith Haring (31), Amerikaans graffiti-schilder
- 1994 - Noël Foré (61), Belgisch wielrenner
- 1996 - Jules de Corte (71), Nederlands componist, pianist en zanger
- 1996 - Brownie McGhee (80), Amerikaans blueszanger
- 1997 - Lode Claes (83), Belgisch journalist en politicus
- 1997 - Frans Cox (79), Nederlands beeldhouwer
- 1997 - Chien-Shiung Wu (84), Chinees-Amerikaans natuurkundige
- 1997 - Jack Wilson (82), Brits roeier en olympisch kampioen
- 1999 - Fritzi Burger (88), Oostenrijks kunstschaatsster
- 1999 - Johan Kvandal (79), Noors componist
- 2001 - Catharina van Dam-Groeneveld (113), oudste persoon in Nederland
- 2004 - Doris Troy (67), Amerikaans zangeres
- 2005 - Hans von Blixen-Finecke jr. (88), Zweeds ruiter
- 2005 - Nicole DeHuff (31), Amerikaans actrice
- 2005 - Russ Klar (90), Amerikaans autocoureur
- 2005 - Narriman Sadik (71), koningin van Egypte
- 2008 - Wim Van Gansbeke (70), Belgisch theaterrecensent en programmasamensteller
- 2009 - Susanne von Almassy (92), Oostenrijks actrice
- 2009 - Liliane Brekelmans-Gronert (79), Nederlands oprichtster van het Liliane Fonds
- 2009 - Dorothy Bridges (93), Amerikaans actrice
- 2009 - Stephen Kim Sou-hwan (86), Koreaans kardinaal-aartsbisschop van Seoel
- 2010 - Bob Davidse (89), Belgisch presentator
- 2011 - Len Lesser (88), Amerikaans acteur
- 2012 - Anil Ramdas (54), Surinaams-Nederlands schrijver, journalist en programmamaker
- 2013 - Joeljan Radoelski (40), Bulgaars schaakgrootmeester
- 2013 - Tony Sheridan (72), Brits songwriter en rockmuzikant
- 2013 - Marifé de Triana (76), Spaans zangeres en actrice
- 2015 - Lasse Braun (78), Italiaans pornofilmregisseur en schrijver
- 2015 - Lesley Gore (68), Amerikaans singer-songwriter
- 2015 - Aleksandr Melentjev (60), Russisch schutter
- 2015 - Uri Orbach (54), Israëlisch politicus, journalist en kinderboekenschrijver
- 2016 - Boutros Boutros-Ghali (93), secretaris-generaal van de Verenigde Naties
- 2017 - Dick Bruna (89), Nederlands grafisch vormgever, tekenaar en schrijver van kinderboeken
- 2017 - Jannis Kounellis (80), Grieks beeldhouwer
- 2017 - George Steele (79), Amerikaans professioneel worstelaar
- 2017 - Frans Van De Velde (83), Belgisch acteur
- 2017 - Maurice Vander (87), Frans pianist
- 2017 - Ep Wieldraaijer (89), Nederlands politicus
- 2019 - Don Bragg (83), Amerikaans atleet
- 2019 - Bruno Ganz (77), Zwitsers acteur
- 2019 - Loek Heestermans (81), Nederlands voetballer
- 2019 - Otto Strobl (91), Oostenrijks componist, muziekpedagoog, dirigent en organist
- 2020 - Pearl Carr (98), Brits zangeres
- 2020 - Jason Davis (35), Amerikaans acteur
- 2020 - Harry Gregg (87), Noord-Iers voetballer
- 2020 - Loek Hollander (81), Nederlands karateka
- 2020 - Barry Hulshoff (73), Nederlands voetballer en voetbalcoach
- 2020 - Kellye Nakahara (72), Amerikaans actrice
- 2020 - Jaring Walta (78), Nederlands violist
- 2021 - Egbert Mulder (80), Nederlands voetbalscheidsrechter
- 2021 - Gustavo Noboa (83), president van Ecuador
- 2021 - Atsutada Otaka (76), Japans componist en muziekpedagoog
- 2021 - Elly Witkamp (85), Nederlands atlete
- 2022 - Andrej Lopatov (64), Russisch basketbalspeler
- 2022 - Luigi De Magistris (95), Italiaans kardinaal
- 2022 - Amos Sawyer (76), Liberiaans politicus en academicus
- 2022 - Ramon Stagnaro (67), Peruviaans gitarist
- 2023 - Sham Binda (69), Surinaams ondernemer en politicus
- 2023 - Michel Deville (91), Frans filmregisseur en scenarioschrijver
- 2023 - Chuck Jackson (85), Amerikaans soul- en r&b-zanger
- 2023 - Tim Lobinger (50), Duits atleet
- 2023 - Tony Marshall (85), Duits zanger[9]
- 2024 - Chris de Korte (86), Nederlands judotrainer
- 2024 - Aleksej Navalny (47), Russisch oppositieleider, advocaat en anti-corruptie-activist
- 2024 - Jan Sørensen (68), Deens voetballer
- 2025 - Kim Sae-ron (24), Zuid-Koreaans actrice
- 2025 - Dorine van der Klei (84), Nederlands zangeres
- 2025 - Vladimír Válek (89), Tsjechisch dirigent

## Viering/herdenking

Litouwen Onafhankelijksdag

- Litouwen: nationale feestdag (Onafhankelijkheidsdag)
- Dikke-truiendag vanwege het in werking treden van het Kyoto-protocol in 2005
- Rooms-katholieke kalender:
  - Heilige Juliana van Nicomedië († c. 305)
  - Heilige Pamphilus van Caesarea († 309)
  - Heiligen Martelaren van Cilicia: Elias en gezellen Daniël, Samuel, Isaïas en Jeremias († 309)
  - Heilige Onesimus († c. 90)
  - Zalige Joseph Allamano († 1926)

## Weerextremen

### Nederland
| | Officiële records | Officiële records | Officiële records |      | Landelijke records | Landelijke records | Landelijke records           |
| Gebeurtenis | Jaar              | Extreem           | Locatie           | Jaar | Extreem            | Locatie            |                              |
| --- | ----------------- | ----------------- | ----------------- | ---- | ------------------ | ------------------ | ---------------------------- |
| Laagste etmaalgemiddelde temperatuur (°C) | 1956              | −14,9             | De Bilt           |      | 1956               | −17,4              | Eelde                        |
| Hoogste etmaalgemiddelde temperatuur (°C) | 2020              | 12,1              | De Bilt           |      | 2020               | 13,2               | Ell                          |
| Laagste minimumtemperatuur (°C) | 1956              | −21,6             | De Bilt           |      | 1956               | −25,2              | Volkel                       |
| Hoogste minimumtemperatuur (°C) | 1935              | 9,4               | De Bilt           |      | 2024               | 9,7                | Hoek van Holland             |
| Laagste maximumtemperatuur (°C) | 1956              | −7,0              | De Bilt           |      | 1956               | −11,2              | Eelde                        |
| Hoogste maximumtemperatuur (°C) | 2020              | 16,7              | De Bilt           |      | 2020               | 18,3               | Arcen                        |
| Hoogste uurgemiddelde windsnelheid (m/s) | 1916              | 18,5              | De Bilt           |      | 1916 1995          | 23,7               | De Kooy, Vlissingen IJmuiden |
| Hoogste windstoot (m/s) | 1962              | 24,7              | De Bilt           |      | 1999               | 39,0               | Vlieland                     |
| Langste zonneschijnduur (uur) | 1902              | 9,9               | De Bilt           |      | 1902               | 9,9                | De Bilt                      |
| Langste neerslagduur (uur) | 1936              | 11,3              | De Bilt           |      | 1969               | 24,0               | Maastricht                   |
| Hoogste etmaalsom van de neerslag (mm) | 2000              | 14,5              | De Bilt           |      | 2020               | 37,4               | Berkhout                     |
| Laagste etmaalgemiddelde relatieve vochtigheid (%) | 1994              | 55                | De Bilt           |      | 1994               | 50                 | Leeuwarden                   |
| Laagste uurwaarde luchtdruk op zeeniveau (hPa) | 1971              | 976,9             | De Bilt           |      | 1971               | 973,4              | De Kooy                      |
| Hoogste uurwaarde luchtdruk op zeeniveau (hPa) | 2008              | 1046,7            | De Bilt           |      | 2008               | 1048,1             | Eelde                        |
| Officiële records worden altijd gemeten op het KNMI-weerstation in De Bilt. Landelijke records kunnen worden gemeten op elk officieel KNMI-weerstation in Nederland. |                   |                   |                   |      |                    |                    |                              |

Uitzonderlijke gebeurtenissen
- 1956 - Officieel maandrecord laagste etmaalgemiddelde temperatuur in °C van februari gemeten in De Bilt: −14,9
- 1956 - Landelijk maandrecord laagste etmaalgemiddelde temperatuur in °C van februari gemeten in Eelde: −17,4
- 1956 - Officieel maandrecord laagste minimumtemperatuur in °C van februari gemeten in De Bilt: −21,6
- 1956 - Landelijk maandrecord laagste minimumtemperatuur in °C van februari gemeten in Volkel: −25,2
- 1956 - Officieel laagste minimumtemperatuur in °C van het jaar gemeten in De Bilt: −21,6
- 1969 - Landelijk maandrecord langste neerslagduur in uren van februari gemeten in Maastricht: 24,0. Samen met 15 februari 1987
- 2007 - Eerste landelijke zachte dag van het jaar gemeten in Maastricht, Westdorpe en Woensdrecht (maximumtemperatuur ≥ 15 °C op een officieel weerstation)
- 2008 - Officieel maandrecord hoogste uurwaarde luchtdruk op zeeniveau in hPa van februari gemeten in De Bilt: 1046,7
- 2008 - Landelijk maandrecord hoogste uurwaarde luchtdruk op zeeniveau in hPa van februari gemeten in Eelde: 1048,1
- 2020 - Eerste officiële zachte dag van het jaar (maximumtemperatuur ≥ 15 °C in De Bilt)
- 2020 - Eerste landelijke zachte dag van het jaar gemeten in Arcen, Cabauw, De Bilt, Deelen, Eindhoven, Ell, Gilze-Rijen, Heino, Herwijnen, Hoogeveen, Hupsel, Lelystad, Maastricht, Marknesse, Nieuw Beerta, Rotterdam, Twenthe, Volkel, Westdorpe, Wilhelminadorp en Woensdrecht (maximumtemperatuur ≥ 15 °C op een officieel weerstation)

### België
Dagrecords
- 1855 - Laagste etmaalgemiddelde temperatuur −9 °C
- 1867 - Hoogste etmaalgemiddelde temperatuur 11,6 °C
- 1838 - Laagste minimumtemperatuur −11,5 °C
- 2007 - Hoogste maximumtemperatuur 16,2 °C
- 1937 - Hoogste etmaalsom van de neerslag 15,1 mm

Uitzonderlijke gebeurtenissen
- 1956 - Sneeuw tot 26 cm in Wevelgem en Ronse en 34 cm in Ramegnies (Beloeil).
- 1969 - Sneeuwstorm over de Kempen, Haspengouw, de Condroz en een deel van de Ardennen. Sneeuwdikten tot 36 cm in Brustem (Sint-Truiden), 72 cm in Spa-Malchamps en 95 cm in Neu-Hattlich (Eupen).
- 1985 - Koudegolf: minima tot −16,8 °C in Koersel (Beringen). Veel schade aan boomgaarden.

<< · 1 · 2 · 3 · 4 · 5 · 6 · 7 · 8 · 9 · 10 · 11 · 12 · 13 · 14 · 15 · 16 · 17 · 18 · 19 · 20 · 21 · 22 · 23 · 24 · 25 · 26 · 27 · 28 · 29 · (30) · >>